# Haplostomella magellanica
Haplostomella magellanica is een eenoogkreeftjessoort uit de familie van de Botryllophilidae. De wetenschappelijke naam van de soort is voor het eerst geldig gepubliceerd in 1910 door Chatton & Brément.